# Noah Preminger
Noah Preminger (Canton (Connecticut), 2 juni 1986) is een Amerikaanse jazzsaxofonist.

## Biografie
Preminger werd geboren in 1986 en groeide op in Canton, Connecticut. Op de middelbare school studeerde hij bij saxofonist Dave Liebman. Hij bracht zijn debuutalbum Dry Bridge Road uit, na zijn afstuderen aan het New England Conservatory of Music. Het album was een sextetsessie met Ben Monder, pianist Frank Kimbrough, trompettist Russ Johnson, bassist John Hébert en drummer Ted Poor. Premingers tweede album Before the Rain als leider, kwam in 2011 uit bij Palmetto Records, met een kwartet met Kimbrough, Hébert en drummer Matt Wilson.
Preminger speelde met Billy Hart, Dave Holland, Fred Hersch, Dave Douglas, Victor Lewis, John en Bucky Pizzarelli, Billy Drummond, George Cables, Roscoe Mitchell en Eddie Henderson.

## Discografie

### Als leader
- 2019: Zigsaw: Music Of Steve Lampert (Independent Release)
- 2019: After Life (Criss Cross Jazz)
- 2018: The Chopin Project (Connection Works Records)
- 2018: Genuinity (Criss Cross Jazz)
- 2017: Meditations On Freedom (Noah Preminger)
- 2016: Some Other Time (Newvelle)
- 2016: Dark Was the Night, Cold Was the Ground (Noah Preminger)
- 2015: Pivot: Live at 55 Bar (Noah Preminger)
- 2014: Background Music (Fresh Sound)
- 2013: Haymaker (Palmetto)
- 2011: Before the Rain (Palmetto)
- 2008: Dry Bridge Road (Nowt)

### Als sidemen
- 2016: Rob Garcia - Finding love in an oligarchy on a dying planet (Brooklyn Jazz Underground)
- 2012: Julian Shore - Filaments (Tone Rogue)
- 2012: Dan Cray - Meridies (Origin)
- 2011: Rob Garcia - Drop and the Ocean (Brooklyn Jazz Underground)
- 2010: Andre Matos - Quare (Inner Circle)
- 2009: Rob Garcia - Perennial (Brooklyn Jazz Underground)